# Ji'an (Jilin)
Ji'an (集安市S, Jí'ānP) è una città-contea della Cina, situata nella provincia di Jilin e amministrata dalla prefettura di Tonghua.